# 匡州 (云南)
匡州，唐朝时设置的州。
《旧唐书·地理志》载：“武德七年（624年）置南云州，贞观三年（629年）改为匡州，在京师西南五千一百六十三里。”《新唐书·地理志》载：“本云南州，武德七年（624年）置，贞观八年（634年）更名。”先属南宁州都督府，麟德元年（664年）改属姚州都督府。领勃弄（在今弥渡县）、匡川（在今祥云县）2县。天宝九年（750年）入南诏后废。
今祥云县云南驿镇旧站村有匡州故城，存东、南、北三面城墙。